# Gaby Hoffmann

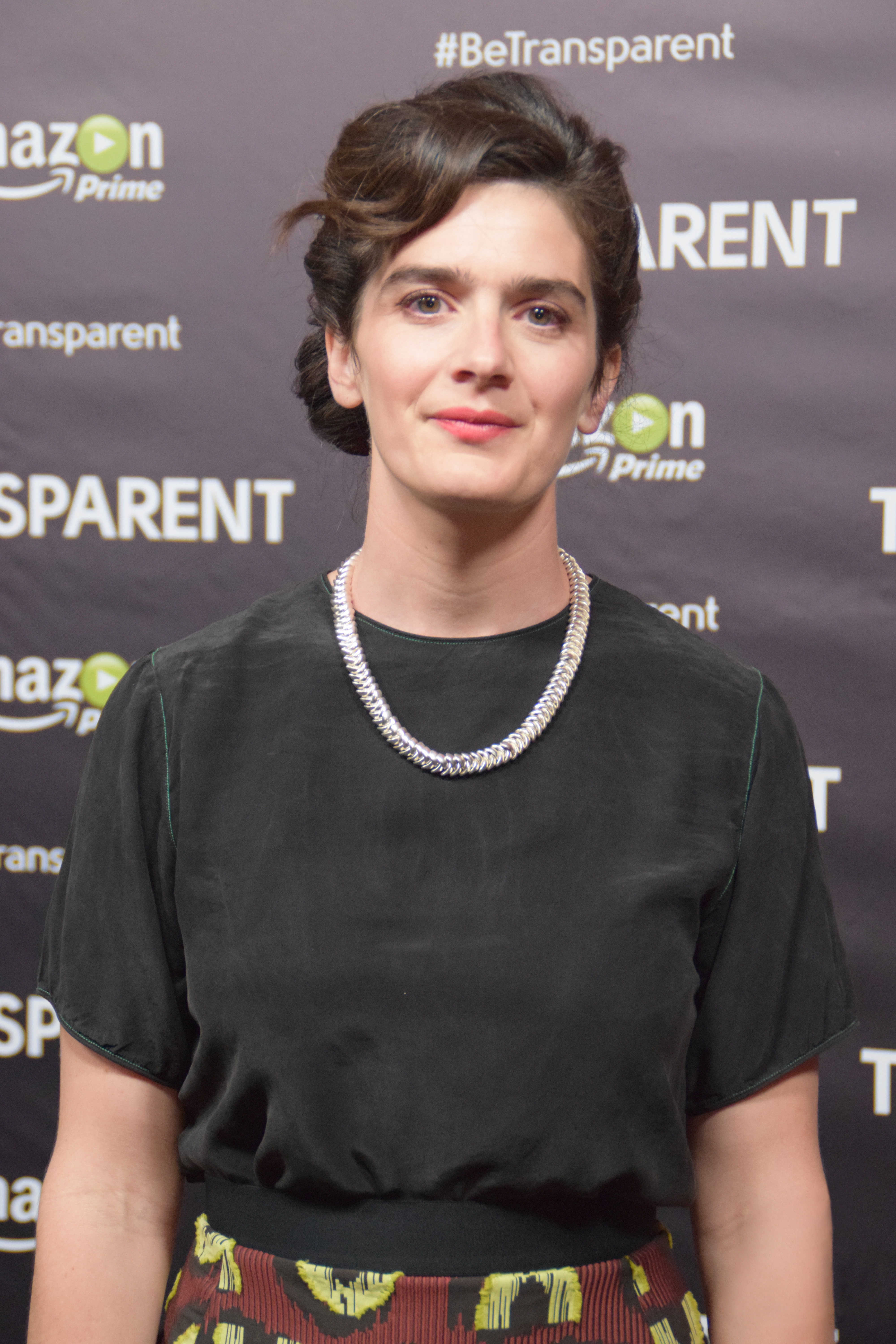
Gaby Hoffmann (2015)

Gabriella Mary Hoffmann (Gaby Hoffmann; * 8. Januar 1982 in Pittsburgh, Pennsylvania) ist eine US-amerikanische Schauspielerin.

## Karriere
Hoffmann trat im Alter von vier Jahren zum ersten Mal in Werbefilmen vor die Kamera. Seit ihrem Filmdebüt 1989 als Kevin Costners Filmtochter in Feld der Träume, für das sie mit dem Young Artist Award ausgezeichnet wurde, drehte sie ein Jahrzehnt lang regelmäßig Filme für Kino und Fernsehen, war eine der meistbeschäftigten Kinderdarstellerinnen ihrer Zeit und wurde weitere fünf Male für den Young Artist Award nominiert.
Zu sehen war sie unter anderem in Allein mit Onkel Buck (1989), Schlaflos in Seattle (1993) und Now and Then – Damals und heute (1995). Ihr Film Annabelles größter Wunsch von 1995, eine Neuverfilmung der Fantasy-Komödie Ein ganz verrückter Freitag aus dem Jahr 1976, wurde 2003 als Freaky Friday – Ein voll verrückter Freitag mit Jamie Lee Curtis als Mutter und Lindsay Lohan in der Rolle der Tochter nochmals neu verfilmt.
Seit 2001 war sie, bis auf eine Gastrolle in der Serie Criminal Intent, nicht mehr besonders aktiv. Erst 2007 spielte sie wieder eine Rolle in dem Kinofilm Severed Ways. Im folgenden Jahr sieht man sie in einem Dokumentarfilm von Abel Ferrara über das New Yorker Chelsea Hotel. 2011 übernahm sie eine Episodenrolle in einer Folge der Serie Private Practice.
Ab 2014 spielte sie die Rolle der Ali in der mehrfach für den Emmy nominierten Dramedy-Serie Transparent.
Im Jahr 2022 wurde Hoffmann in die Academy of Motion Picture Arts and Sciences (AMPAS) berufen, die alljährlich die Oscars vergibt.

## Privatleben
Gaby Hoffmann ist die Tochter der Schauspielerin und ehemaligen Warhol-Superstars Susan Hoffman alias Viva. Ihre ältere Halbschwester Alexandra Auder, aus der Ehe ihrer Mutter mit dem französischen Filmemacher Michel Auder, ist ebenfalls Schauspielerin.
Sie wuchs in New York City auf, wo sie im Chelsea Hotel lebte. Später zog ihre Familie nach Woodland Hills bei Los Angeles.

## Filmografie (Auswahl)
- 1989: Feld der Träume (Field of Dreams)
- 1989: Allein mit Onkel Buck (Uncle Buck)
- 1992: Showtime – Hilfe, meine Mama ist ein Star (This Is My Life)
- 1993: Der Mann ohne Gesicht (The Man Without a Face)
- 1993: Schlaflos in Seattle (Sleepless in Seattle)
- 1994: Someone Like Me (Fernsehserie, fünf Folgen)
- 1995: Annabelles größter Wunsch (Freaky Friday, Fernsehfilm)
- 1995: Now and Then – Damals und heute (Now and Then)
- 1995: Gib mir meine Kinder wieder (Whose Daughter Is She?, Fernsehfilm)
- 1996: Alle sagen: I love you (Everyone Says I Love You)
- 1997: Volcano
- 1998: Strike! – Mädchen an die Macht! (Strike!)
- 1998: Snapped
- 1999: Eine Nacht in New York (200 Cigarettes)
- 1999: Black and White
- 1999: Coming Soon – Kommt sie, kommt sie nicht? (Coming Soon)
- 2000: You Can Count on Me
- 2001: Perfume
- 2005: Criminal Intent – Verbrechen im Visier (Law & Order: Criminal Intent, Fernsehserie, Folge 4x18 Blutsbande)
- 2007: Severed Ways: The Norse Discovery of America
- 2008: Chelsea on the Rocks (Dokumentarfilm)
- 2010: 13
- 2011: Private Practice (Fernsehserie, Folge 4x10 Just Lose It)
- 2011: Good Wife (The Good Wife, Fernsehserie, Folge 2x18 Killer Song)
- 2011: Homeland (Fernsehserie, Folge 1x03 Clean Skin)
- 2012: Nate and Margaret
- 2012: Louie (Fernsehserie, Folge 3x01 Something Is Wrong)
- 2013: Crystal Fairy – Hangover in Chile (Crystal Fairy & The Magical Cactus)
- 2013: All That I Am
- 2013: Goodbye World
- 2013: F to 7th (Fernsehserie, Folge 1x05 Straight Talk)
- 2014: Lyle
- 2014: Der große Trip – Wild (Wild)
- 2014: Obvious Child
- 2014: Veronica Mars
- 2014–2019: Transparent (Webserie, 42 Folgen)
- 2014–2017: Girls (Fernsehserie, 8 Folgen)
- 2015: Manhattan Romance
- 2016: High Maintenance (Fernsehserie, Folge 1x04 Tick)
- 2021: Come on, Come on (C’mon C’mon)
- 2022–2023: Winning Time: The Rise of the Lakers Dynasty (Fernsehserie, 17 Folgen)
- 2024: Little Death
- 2024: Eric (Miniserie, 6 Folgen)
- 2025: Zero Day (Miniserie)
- 2025: The Mastermind
- 2025: Poker Face (Fernsehserie, Folge 2x04)

## Awards
- 1990: Young Artist Award für Feld der Träume, Beste Schauspielerin in einer Nebenrolle, Gewonnen
- 1993: Young Artist Awards für Showtime – Hilfe, meine Mama ist ein Star – Nominiert
- 1994: Young Artist Awards für Der Mann ohne Gesicht – Nominiert
- 1995: Young Artist Awards für Someone like Me, Beste Junge Comedian – Nominiert
- 1996: Young Artist Awards für Now and Then – Damals und heute, Bestes Ensemble – Nominiert
- 1997: Young Star Award für Beste Schauspielerin in Everyone Says I Love You – Nominiert